# Bloody Murder 2: Closing Camp
Bloody Murder 2: Closing Camp – amerykański film fabularny (horror z podgatunku slasher) z 2003 roku. Kontynuacja horroru Bloody Murder z roku 2000.